# Terapeutisk allians
Terapeutisk allians kallas den relation som uppstår mellan terapeuten och den behandlade. Tidigare[när?] användes begreppet enbart för att beskriva relationen mellan psykoterapeut och klient. Nu[när?] används begreppet brett för att definiera relationen och den gemensamma målsättningen hos den som behandlar och den som blir behandlad.
Alla på den svenska marknaden etablerade psykoterapiformer har i studier visat ungefär lika goda behandlingsutfall, mätt på gruppnivå. Detta fynd har lett till att psykoterapiforskare numera betraktar den terapeutiska alliansen som en av de viktigaste verksamma komponenterna.